# Samburu County
Samburu är ett av Kenyas 71 administrativa distrikt, och ligger i provinsen Rift Valley. År 2013 vqr antalet invånare 223 947. Huvudorten är Maralal. Det ligger i den centrala delen av landet, 290 km norr om huvudstaden Nairobi.

## Orter
- Baragoi
- Lerata
- Maralal
- Umoja